# Soren Fulton
Pour les articles homonymes, voir Fulton.
Soren Albert Fulton est un acteur américain né le 29 juin 1991 aux États-Unis.

## Filmographie
- 2000 : Power Rangers Light Spee Rescue - hôtage[pas clair]
- 2004 : Thunderbirds - Fermat
- 2005 : Rounding First - Joe
- 2007 : The Last Sin Eater - Fagan Kay
- 2007 : Saving Sarah Cain - Caleb[pas clair]
- 2007 : South of Pico - Patrick Wise
- 2007 : Le Nouveau Monde (Saving Sarah Cain) (TV) - Caleb Cottrell[pas clair]
- 2007 : Bones - James Levay
- 2008 : Winged Creatures - Howard
- 2011 : Lie to Me : Lane « LJ » Bradley Jr (saison 3, épisode 12)